# Sallywalkerana
Sallywalkerana es un género de anfibios anuros de la familia Ranixalidae endémicos de los Ghats Occidentales en la India.

## Especies
Se reconocen las 3 especies siguientes según ASW:
- Sallywalkerana diplosticta (Günther, 1876)
- Sallywalkerana leptodactyla (Boulenger, 1882)
- Sallywalkerana phrynoderma (Boulenger, 1882)